# Dasyhelea matubae
Dasyhelea matubae är en tvåvingeart som beskrevs av Meillon 1937. Dasyhelea matubae ingår i släktet Dasyhelea och familjen svidknott. Inga underarter finns listade i Catalogue of Life.